# Belgisk vallhund
Belgisk vallhund (nederländska: Belgische herdershond; franska: Berger belge) är en hundras från Belgien. Den hör till de populäraste hundraserna i flera länder. Mer vardagligt kallas den "belgare" och är en vallhund och brukshund som finns i fyra varianter: groenendael, laekenois, malinois och tervueren. Dessa skiljer sig enligt rasstandarden endast åt avseende färg och hårlag:
- Groenendael: Långhårig, svart
- Laekenois: Strävhårig, röd fawn
- Malinois: Korthårig, röd fawn
- Tervueren: Långhårig, grå fawn eller röd fawn

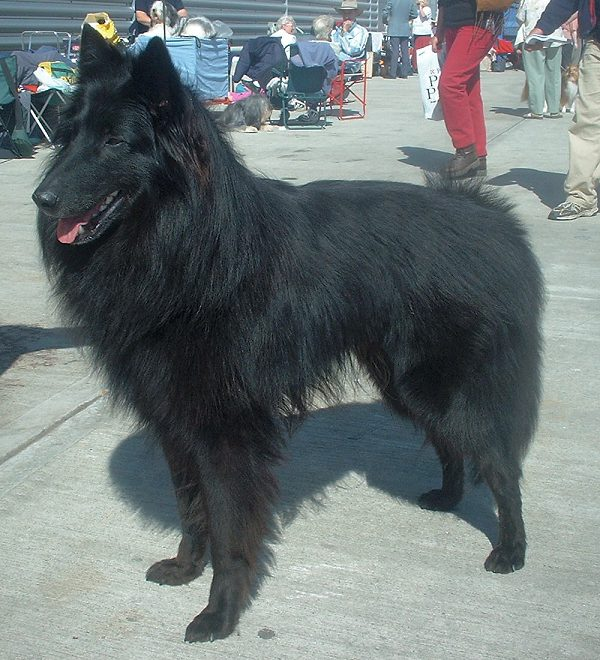
Groenendael
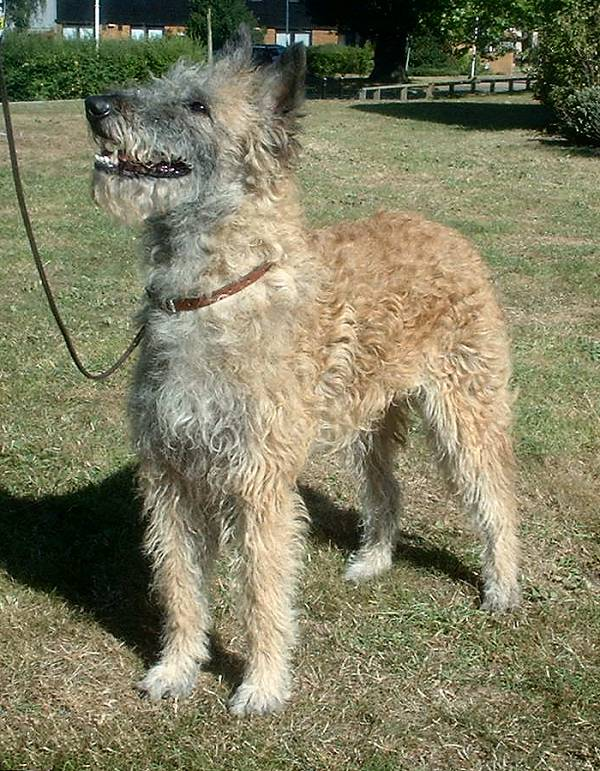
Laekenois
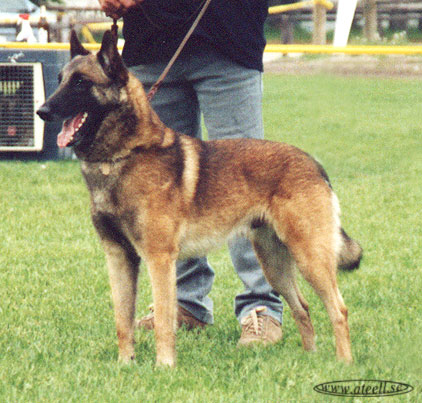
Malinois
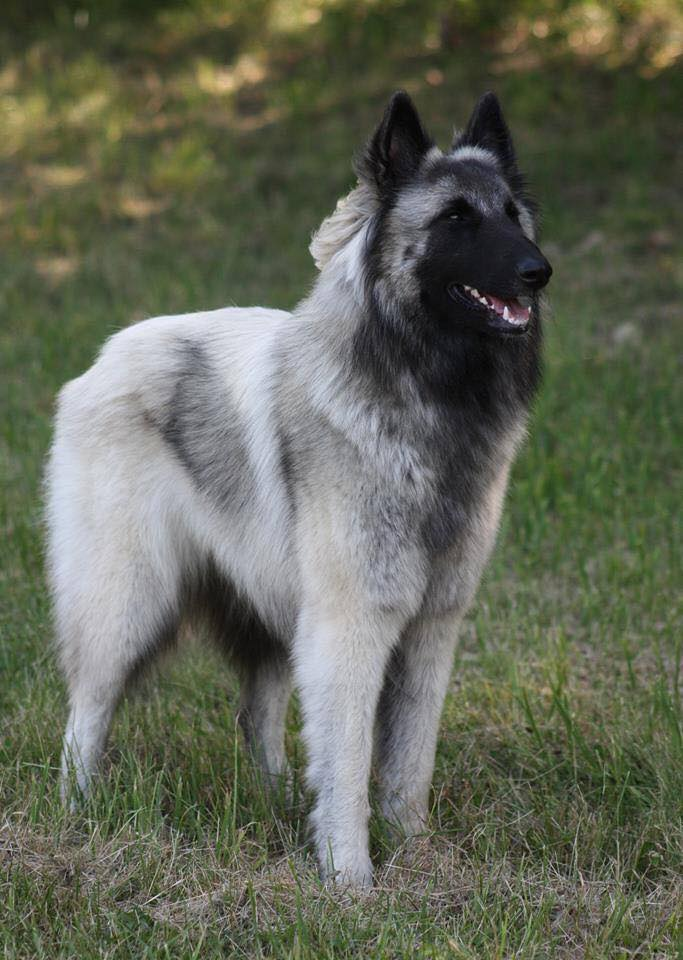
Tervueren

## Historia
Ursprunget till belgisk vallhund är lantrashundar ungefär motsvarande Altdeutsche Hütehunde. 1891 tog professor A. Reul vid den belgiska veterinärhögskolan initiativ till en rasklubb som höll en mönstring av 117 hundar i Cureghem utanför Bryssel. Man var från början inne på att det kunde finnas åtta hårlags- och färgvarianter. 1892 publicerades den första rasstandarden och man organiserade aveln för att få fram en enhetlig typ. 1897 hade man enats om tre typer; groenendael, laekenois och malinois. Tre år senare godkändes terveuren. De båda långhåriga varianterna groenendael och terveuren har samma stamhundar. Den strävhåriga varianten laekenois och den korthåriga malinois har delvis samma stamhundar. Groenendael är döpt efter slottet med samma namn, Laekenois är döpt efter det kungliga slottet i Laeken, Malinois har fått namn av orten Mechelen (franska Malines) och Tervueren, slutligen, har fått sitt namn efter orten Tervuren. 1901 erkändes rasen av den belgiska kennelklubben Société Royale Saint-Hubert. Omkring 1910 hade den belgiska vallhundens typ och temperament blivit befäst.
I Sverige tog det några år innan rasen blev känd: Groenendael kom i början av 50-talet, Tervueren några år senare medan den första Malinois importerades 1974. Laekenois var tämligen obekant fram till 1984, då det första exemplaret togs in och denna variant är fortfarande den minst förekommande i landet.

## Egenskaper
Den belgiska vallhunden är alert, vaksam, livfull och alltid redo till handling. Den kan uppfattas som reserverad mot främlingar, vilket i kombination med en inte obetydlig skärpa gör rasen till en utmärkt vakthund. Skärpan, det livliga temperamentet och arbetsviljan hos den belgiska vallhunden innebär att nybörjaren bör välja en annan ras.
Belgaren är ursprungligen en vallhund för i huvudsak får och används fortfarande i viss utsträckning som sådan. (I detta avseende skiljer den sig alltså från den tyska schäfern, som sitt namn till trots knappast används i vallningsarbete.) Belgaren är i dag mest uppskattad som brukshund och har framgångsrikt deltagit i samtliga discipliner av bruksprov (rapport, spår, skydd och sök), liksom vid lydnadsprov och agility. I hemlandet Belgien och framför allt i Frankrike är rasen mycket vanlig som tjänstehund hos polis, tull, räddningstjänst och försvarsmakt. På senare tid har den även i Sverige blivit en uppskattad polishund (företrädesvis malinois, den korthåriga varianten). Förutsatt att den får utlopp för sin energi och arbetslust, fungerar den utmärkt också som familje- och sällskapshund.

## Utseende
Den belgiska vallhunden är en medelstor hund. Mankhöjden för en hane är ca 62 cm och för en tik ca 58 cm, det vill säga ungefär som en schäfer. Belgaren är dock betydligt lättare; en hane väger 25 – 28 kg och en tik 20 – 22 kg. Den är kvadratisk och har harmoniska proportioner utan överdrifter och utstrålar elegans och kraft. Rasen är härdig och rustad för utomhusvistelse oberoende av årstider och klimatväxlingar. Ansiktsuttrycket är vaket och intelligent.
Belgaren ger ett intryck av att vara outtröttlig. Rörelserna är snabba, elastiska och livliga. Hunden är kapabel till plötsliga vändningar i full fart. På grund av sin vallinstinkt visar den ofta en tendens att röra sig i cirklar.

## Hälsa
Rasen är känd för att vara frisk och sund. Det förekommer dock höftledsdysplasi (HD), armbågsledsdysplasi (ED), osteokondros (OCD), epilepsi, grå starr (katarakt), hornhinneinflammation (pannus / kronisk ytlig keratit) och kryptorchism. Eftersom dessa defekter ändå är relativt ovanliga är de möjliga att bekämpa utan att riskera genförluster, mental- och specialegenskaper, hälsa eller rastypiskt utseende. Inavelsgraden är dock något för hög i Sverige och den svenska rasklubben rekommenderar därför större utbyte med uppfödare i andra länder.